# Sportboulevard Dordrecht
Sportboulevard Dordrecht is een multifunctioneel sportcentrum in de stad Dordrecht, in de Nederlandse provincie Zuid-Holland. Het ligt in het uiterste noorden van de wijk Sterrenburg aan de Karel Lotsyweg.
Sportboulevard Dordrecht werd in oktober 2010 geopend; op 7 oktober opende het zwembad en vanaf 31 oktober kon er geschaatst worden in de ijshal. Ook beschikt het complex over een sporthal die onder andere voor turnen, basketbal (DBV Rowic) en volleybal gebruikt wordt.
De schaatsbaan kan worden gezien als opvolger van de Drechtstedenhal die intussen gesloopt is. De ijsbaan is onder andere thuishaven van ijshockeyclub Dordrecht Lions en Kunstrijvereniging De Drechtsteden Dordrecht (DDD). Ook het zwembad heeft zijn voorgangers op hetzelfde terrein (Combibad, later Aquapulca). In 2015 vond het EK shorttrack plaats in de ijshal, in 2016 vond van 12 tot en met 14 februari de wereldbekerfinale plaats; naar aanleiding van de verkiezing van Sjinkie Knegt tot sportman van het jaar werden de tribunes nog met vijfhonderd zitplaatsen plaatsen uitgebreid. In oktober 2016 vond in de hal het EK korfbal plaats. Ook de Europese kampioenschappen shorttrack 2019 en Wereldkampioenschappen shorttrack 2021 vonden hier plaats. Laatstgenoemd toernooi zou eigenlijk in Ahoy in Rotterdam plaatsvinden, maar werd naar Dordrecht verplaatst vanwege de coronapandemie die in 2020 uitbrak.